# Pilzegge
De pilzegge (Carex pilulifera, synoniem: Carex flava var. oederi) is een vaste plant, die behoort tot de cypergrassenfamilie (Cyperaceae). De plant komt van nature voor in West- en Midden-Europa. De soort staat op de Nederlandse Rode Lijst van planten als algemeen voorkomend en matig in aantal afgenomen. Het aantal chromosomen is 2n = 18.
De plant wordt 20–50 cm hoog en vormt zeer dichte pollen. De scherp driekantige, buigzame stengel is meestal gebogen. De grasgroene bladeren zijn 2–3 mm breed en aan de top lang, driekantige spits. Ze hebben een naar binnen omgerolde rand. De roodbruine bladscheden hebben aan de binnenkant roodbruine nerven, die na verweren van de bladschede aan de plant als vezels overblijven.
De pilzegge bloeit in april en mei met een tot 2 cm lange bloeiwijze. Aan de top zit een mannelijke aar met daaronder twee of drie vrouwelijke aren. De tot 7 mm lange, vrouwelijke aren zijn ei- of bolvormig. Het vruchtbeginsel heeft drie stempels. De bruine kafjes hebben en weinig opvallende, brede, vuilwitte rand. De meestal groenachtige, opgezwollen dicht of kort behaarde, kogelvormige urntjes zijn 2–3 mm lang en hebben twee randnerven. Op het urntje zit een geelwit mierenbroodje. Het urntje is een soort schutblaadje dat geheel om de vrucht zit.
De vrucht is een 2–2,5 mm lang, driekantig nootje met een 0,3–0,5 mm lange snavel. De 2,5 mm lange zaden zijn geelbruin.

## Ecologie
De plant komt voor op heidevelden, schrale graslanden en in lichte loofbossen op vochtige tot vrij droge, voedselarme zand- en leemgrond.

### Syntaxonomie
Pilzegge is een zwakke kensoort voor de associatie van liggend walstro en schapengras (Galio-Festucetum ovinae).
Tevens is het een indicatorsoort voor het droog heischraal grasland (hn), een karteringseenheid in de Biologische Waarderingskaart (BWK) van Vlaanderen en het Brussels Hoofdstedelijk Gewest.

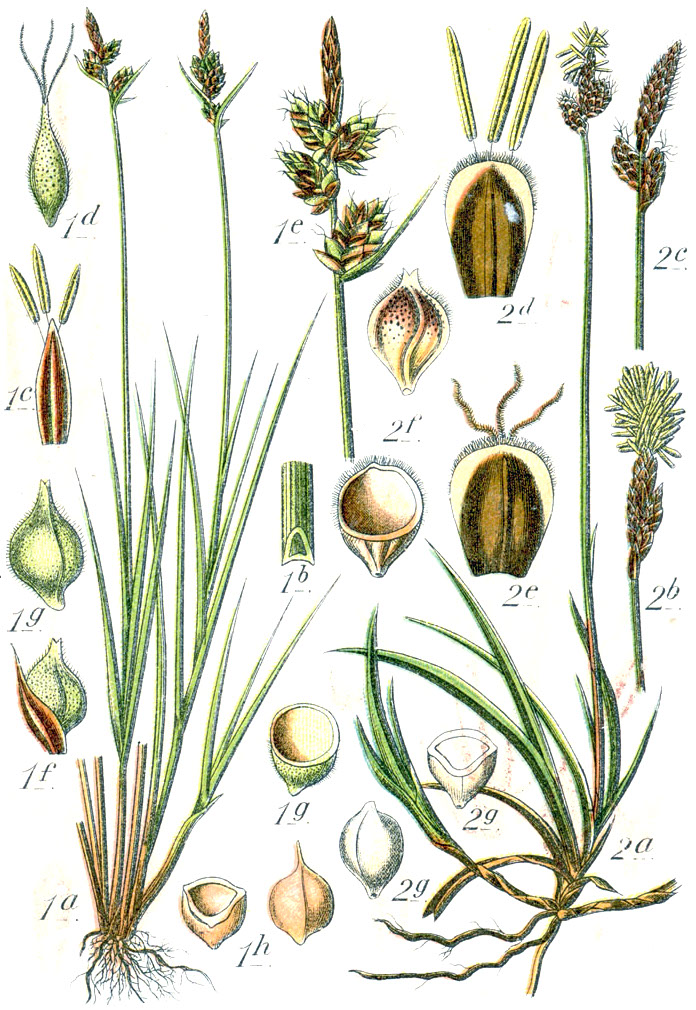
1 = Pilzegge
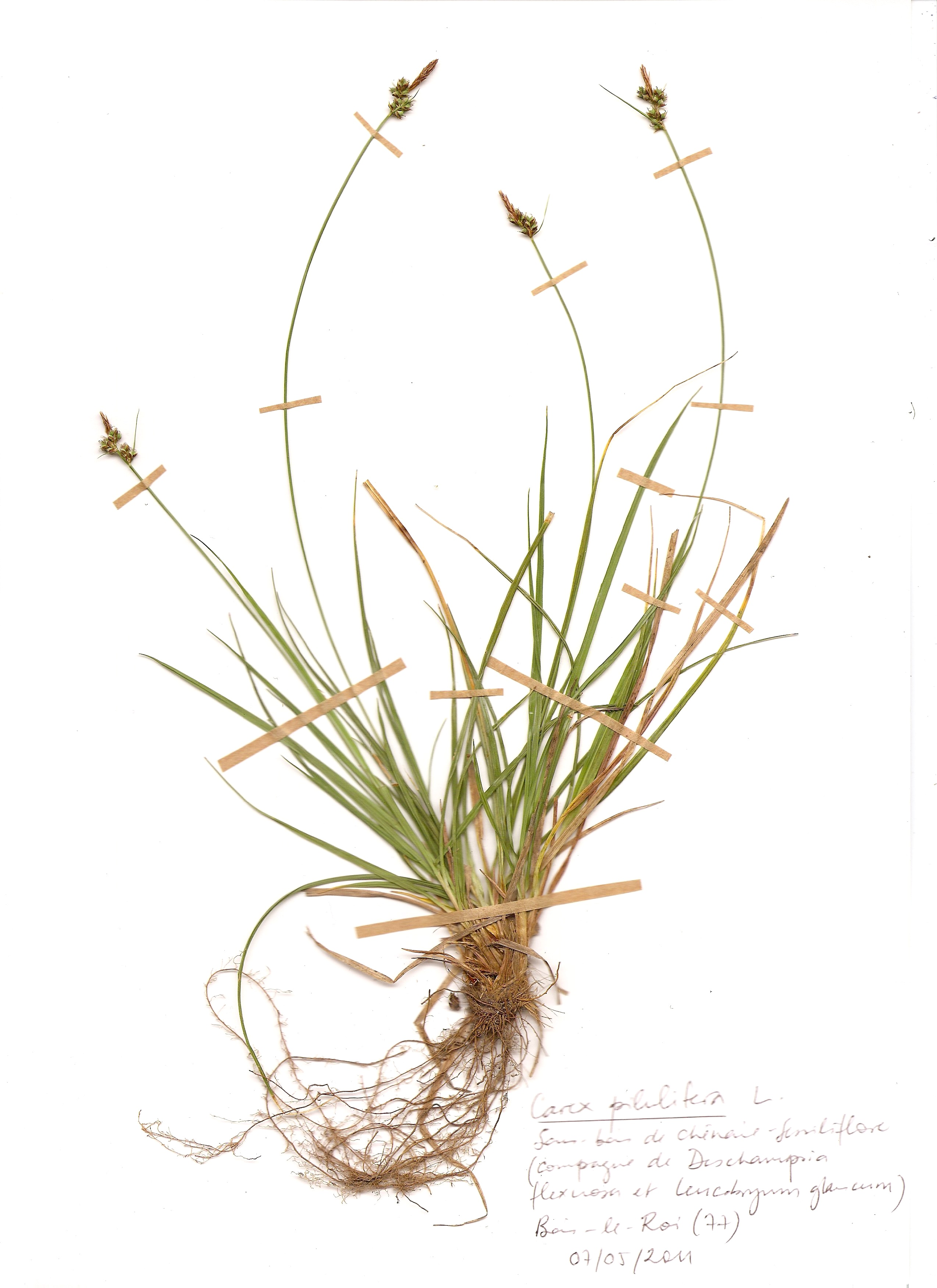
Herbarium
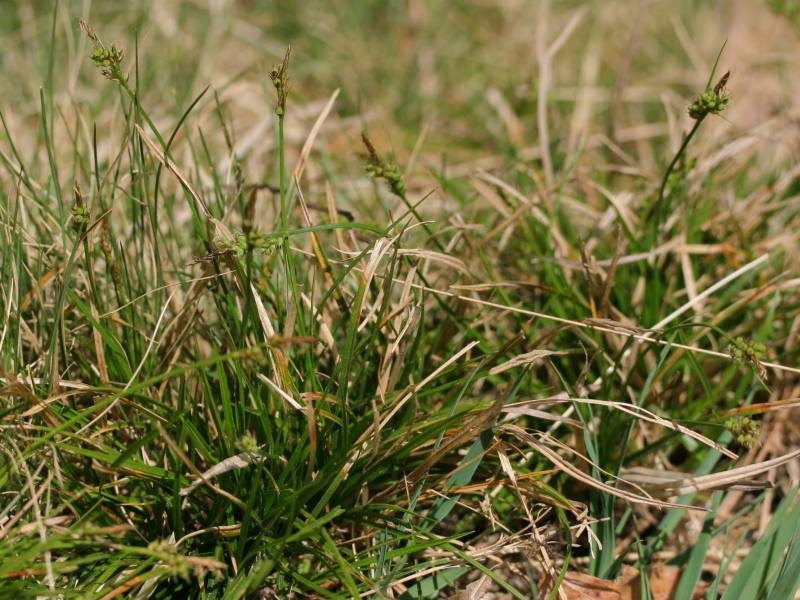
Planten
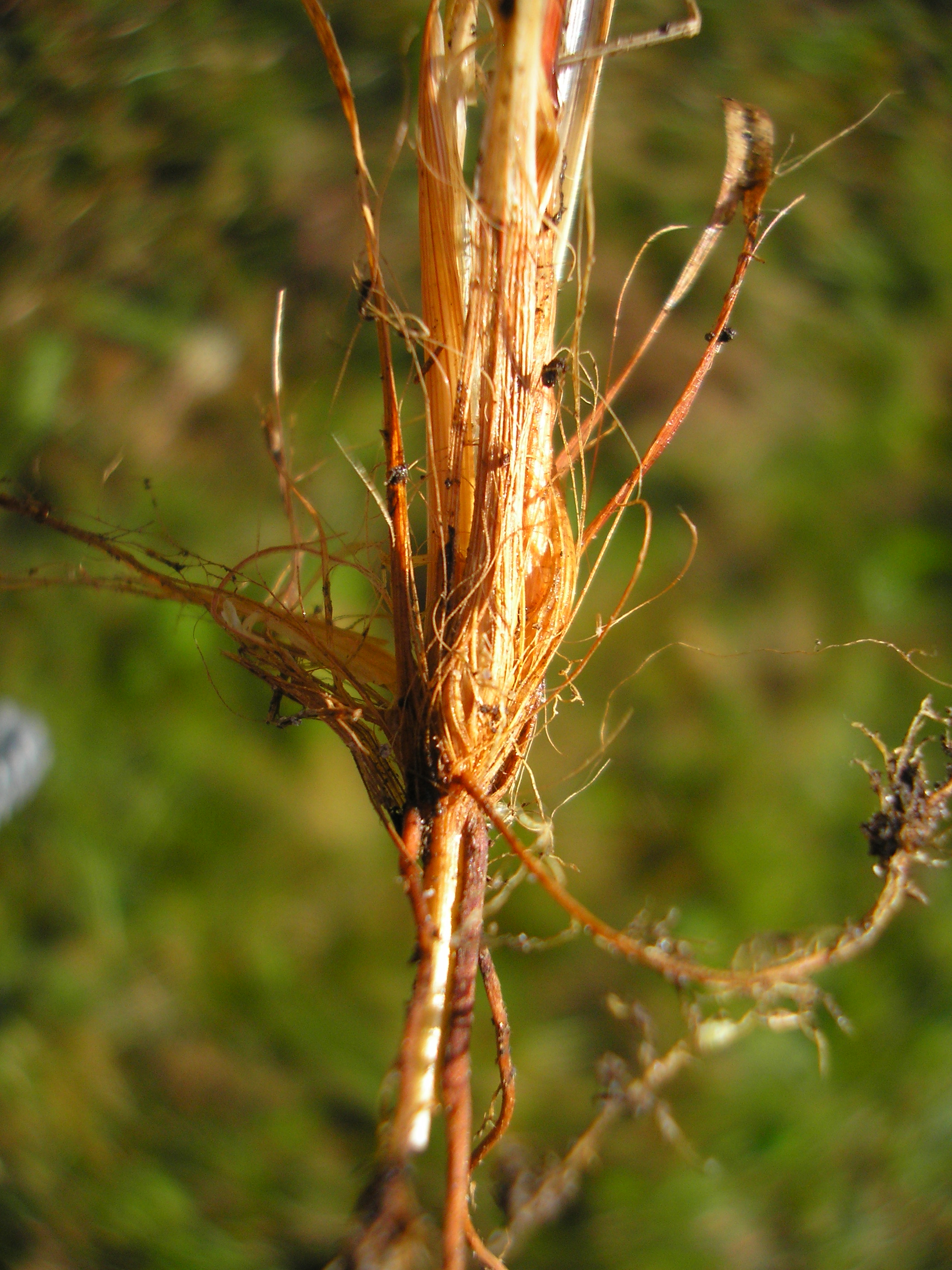
Plantvoet
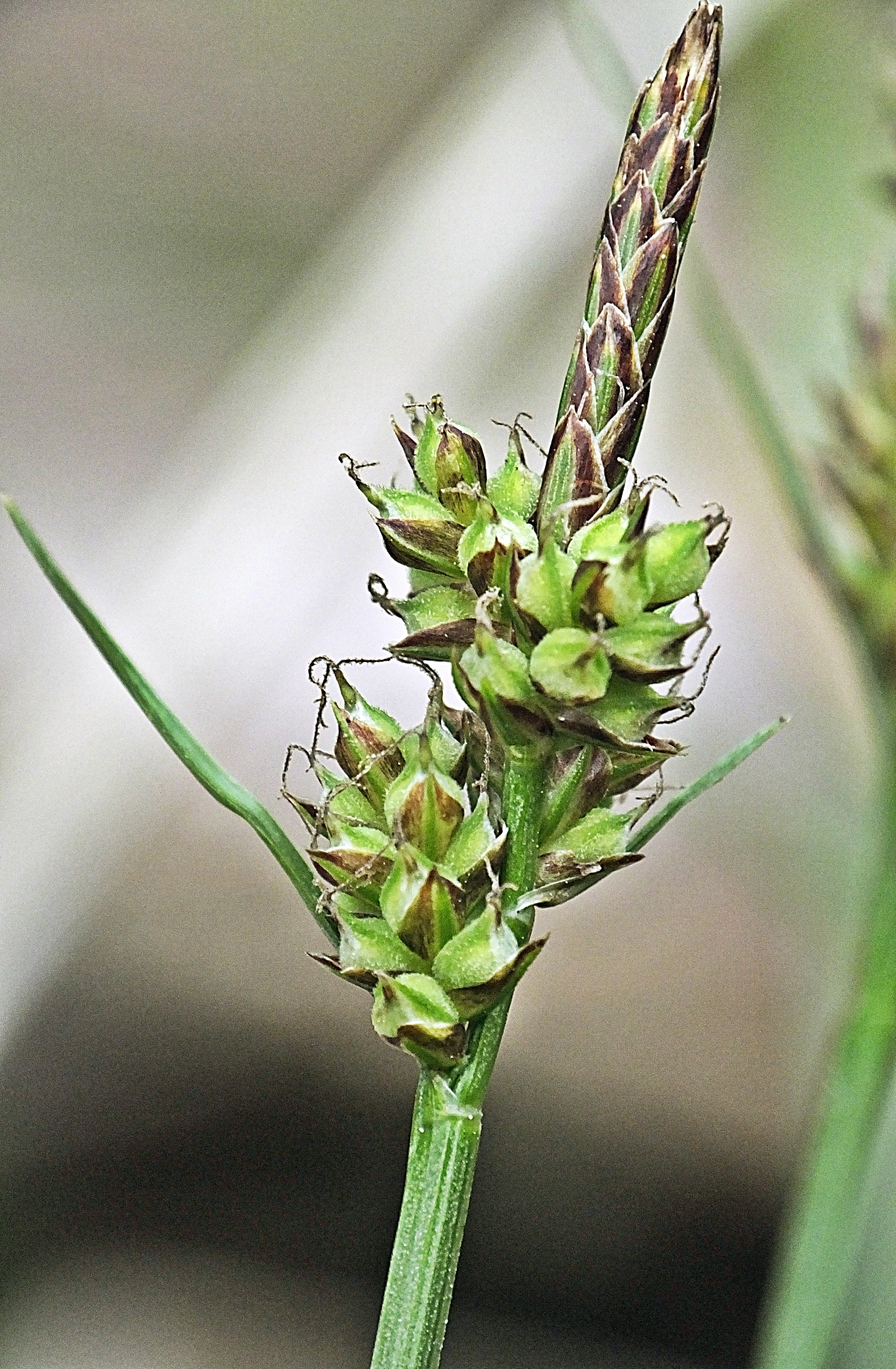
Bloeiwijze
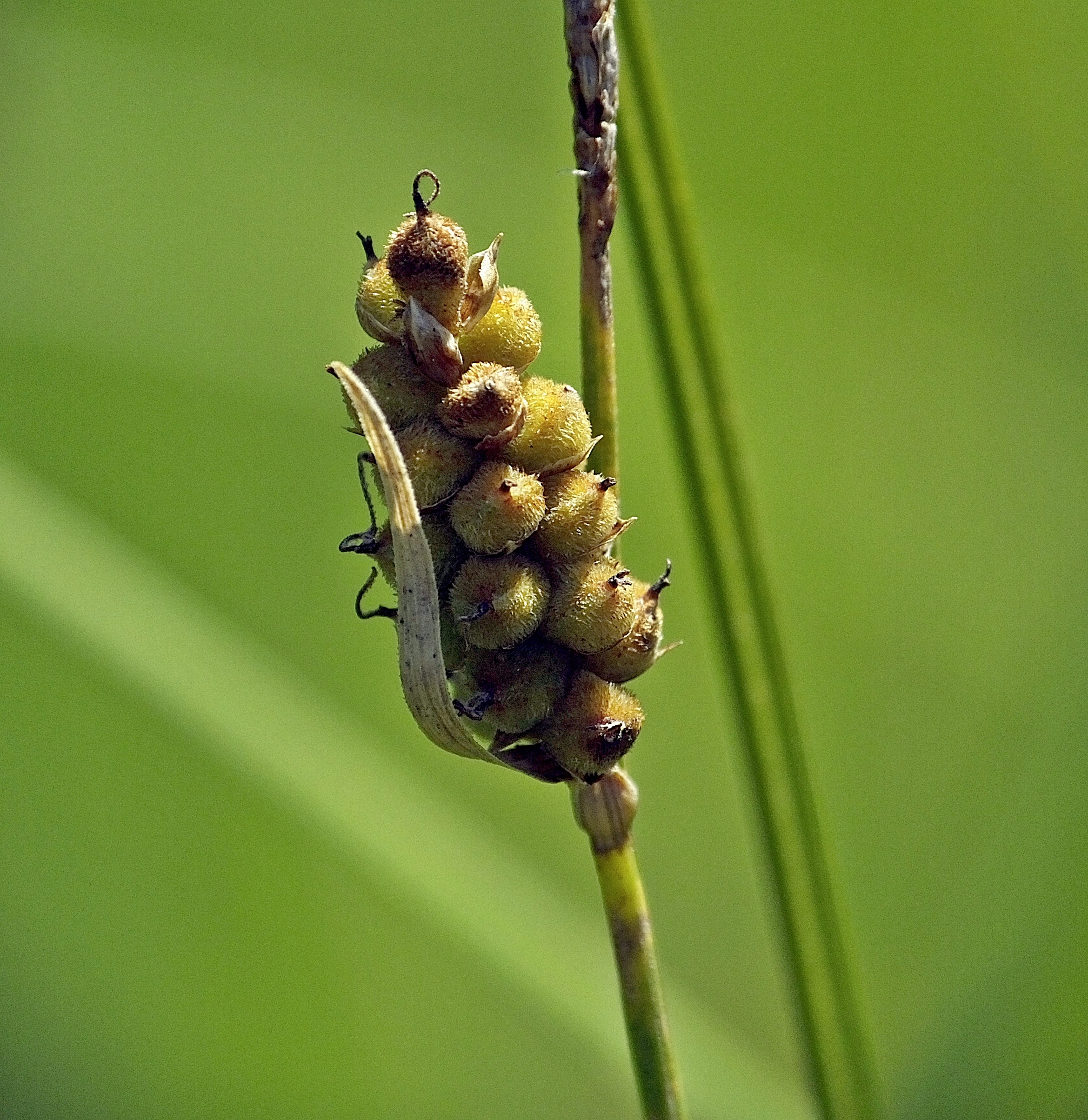
Vruchten